# Паранторо (Козенца)
Паранторо је насеље у Италији у округу Козенца, региону Калабрија.
Према процени из 2011. у насељу је живело 484 становника. Насеље се налази на надморској висини од 456 м.